# Sprosser
Der Sprosser (Luscinia luscinia) ist ein Singvogel aus der Familie der Fliegenschnäpper. Er ist die nordöstliche Schwesterart der Nachtigall und dieser sehr ähnlich. Sein Verbreitungsgebiet grenzt an das der Nachtigall. In Europa ersetzt er sie im Norden und Osten, wobei die Verbreitungsgrenze diagonal durch Mitteleuropa verläuft. In Nord- und Ostdeutschland gibt es einen schmalen Überschneidungsbereich, in dem beide Arten vorkommen und sich auch gemeinsam fortpflanzen. Es sind jedoch nur die männlichen Nachkommen solcher Verbindungen fortpflanzungsfähig. Der Sprosser ist ein Langstreckenzieher, der im südlichen Teil Afrikas überwintert. Die europäischen Populationen sind Schleifenzieher.

## Namensgebung

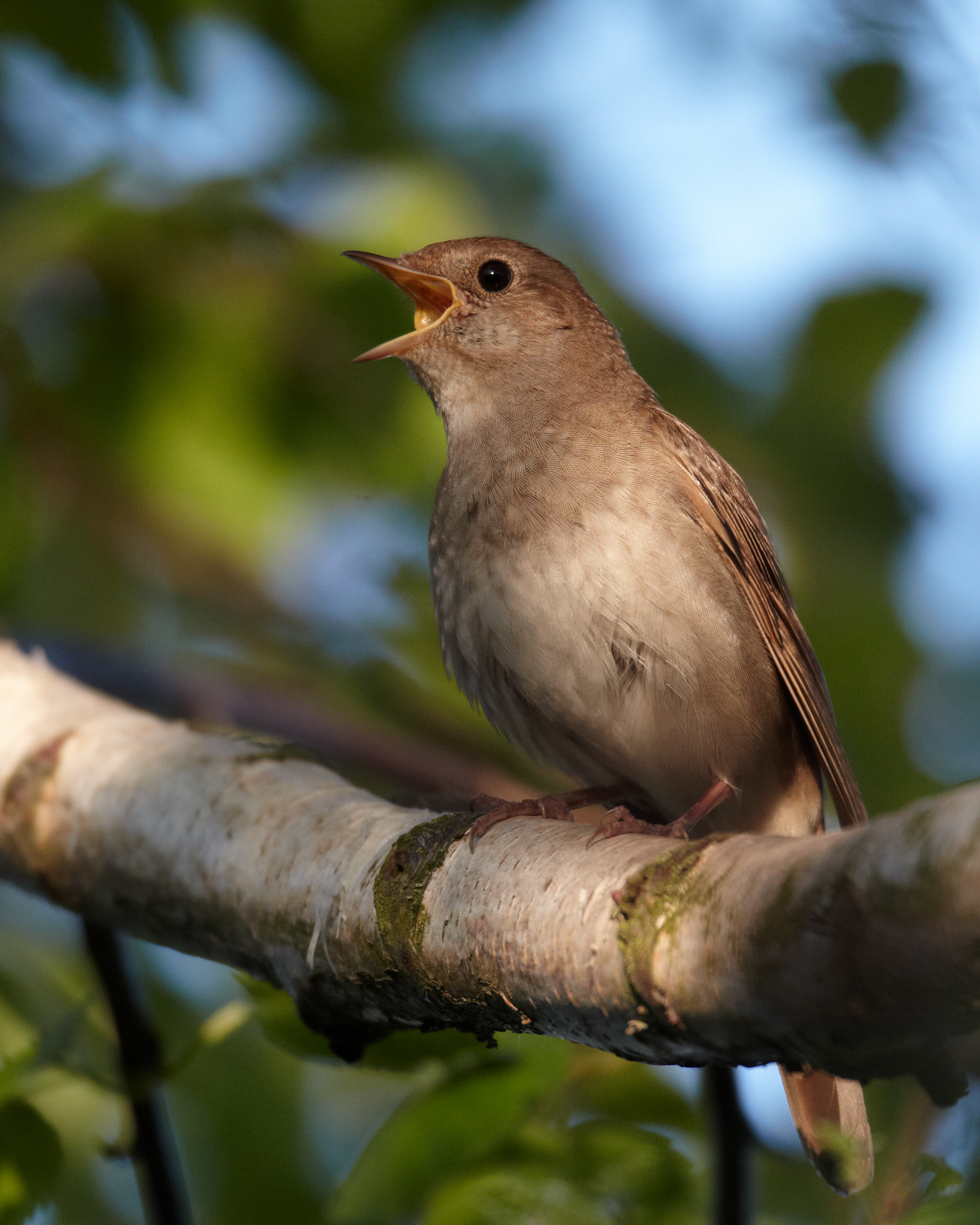
Sprosser

Vermutlich rührt der Name des Sprossers von Sprosse im Sinne von Fleck, Hautfleck (z. B. in „Sommersprosse“) her und ist auf die gewölkte bis gefleckte Brustzeichnung des Sprossers zurückzuführen. Da sowohl Nachtigall als auch Sprosser in vorigen Jahrhunderten als Käfigvögel beliebt waren, ist der namensgebende Bezug auf dieses Merkmal, das bei Beobachtungen im Feld oft kaum zu erkennen ist, verständlich.
In anderen Sprachen belegt schon der Name des Sprossers die enge Verwandtschaft zur Nachtigall, z. B. englisch thrush nightingale (= „Drosselnachtigall“) oder niederländisch Noordse Nachtegaal (= „Nordische Nachtigall“). In den nordischen Sprachen, z. B. im Schwedischen, ist es umgekehrt, hier ist der Sprosser die Näktergal, während die deutsche „Nachtigall“ die Sydnäktergal (= „Südnachtigall“) ist. Die französische Namensgebung rossignol philomèle (Nachtigall) und rossignol progné (Sprosser) zieht die griechische Mythologie heran, um das verwandtschaftliche Verhältnis der beiden Arten auszudrücken: Philomela und Progne sind zwei Schwestern, die in Nachtigallen (bzw. Nachtigall und Schwalbe) verwandelt werden.

## Beschreibung

### Aussehen

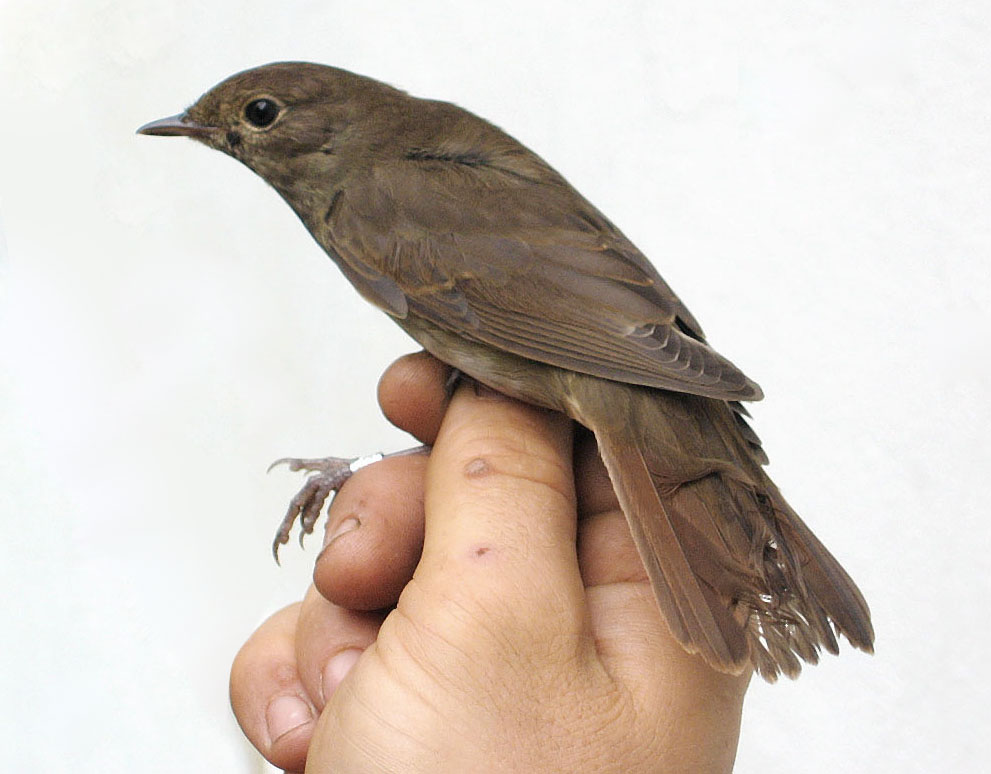
Sprosser beim Beringen

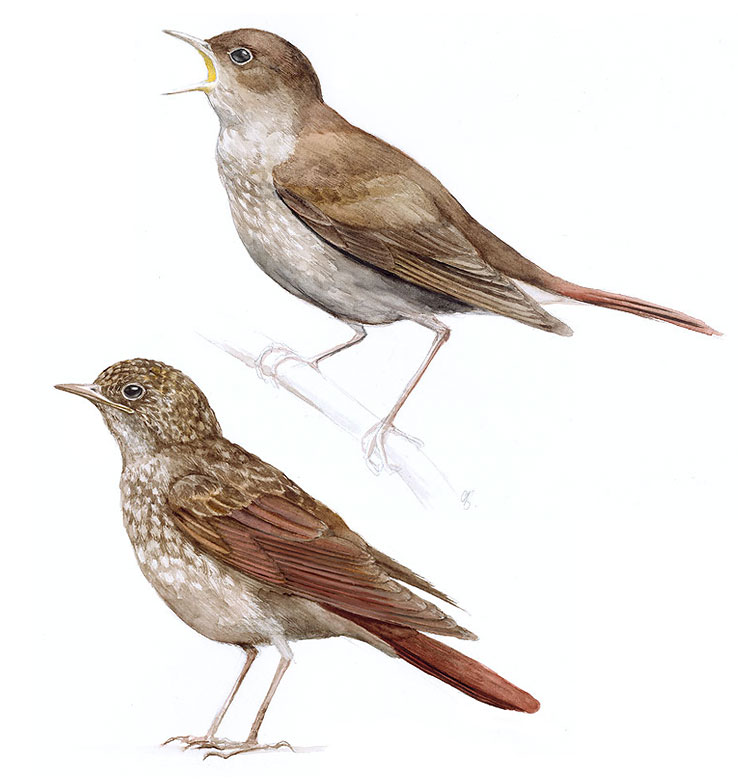
Singendes Männchen und Jungvogel des Sprossers

Der Sprosser ist der Nachtigall sehr ähnlich. Er ist oberseits rötlich- bis olivbraun gefärbt, die Flügel- und Schwanzfedern sind dunkel rötlichbraun. Insgesamt ist der Sprosser etwas dunkler und weniger farbintensiv als die Nachtigall. Die Unterseite ist beige bis cremefarben und im Gegensatz zur Nachtigall im Bereich der Brust deutlich dunkel gewölkt oder sogar leicht gesprenkelt. Die Unterschwanzdecken sind leicht dunkel gefleckt oder gebändert, die der Nachtigall sind einfarbig hell. Das dunkle Auge hat einen hellen Rand. Der Schnabel ist geringfügig kompakter als der der Nachtigall, dunkelbraun und unterseits etwas heller. Die Füße sind hellbraun.
Der Sprosser ist etwa 16–17 cm lang und wiegt durchschnittlich etwa 22–27 g (gut genährte Vögel vor dem Zug bis 34 g). Die Flügellänge beträgt durchschnittlich etwa 90 mm (81–98 mm), die durchschnittliche Schwanzlänge 70 mm (63–76 mm). Männchen und Weibchen unterscheiden sich kaum, selbst die Bestimmung anhand von Maßen und Gewicht ist nicht immer eindeutig. Bei Exemplaren mit extremen Maßen kann jedoch von einer eindeutigen Zuordnung ausgegangen werden: Bei einer Flügellänge über 91 mm handelt es sich mit relativer Sicherheit um ein Männchen, bei Flügellängen unter 85 mm um Weibchen.
Im Feld ist der Sprosser rein optisch kaum von der Nachtigall zu unterscheiden. Ein sicheres Merkmal, das aber nur bei Beringungen oder Totfunden geprüft werden kann, ist die Länge der 10., äußeren Handschwinge. Diese ist bei einigen Familien der Singvögel, so auch bei den Fliegenschnäppern, stark verkürzt. Beim Sprosser reicht sie nicht über die äußeren Handdecken hinaus, bei der Nachtigall ist sie länger als diese.
Die Art zeigt keine nennenswerte geographische Variation, Unterarten werden nicht beschrieben.

### Jugendkleid und -mauser
Die Dunen der Nestlinge sind schwärzlich, ihr Sperrrachen ist intensiv gelb bis orange, die Schnabelränder gelblich. Bis zum 35. Tag wachsen das Kleingefieder und die Flügelfedern, der Stoß ist etwa am 40. Tag ausgewachsen.
Das Jugendkleid ist drosselähnlich gefleckt und dem des Rotkehlchens sehr ähnlich, auffälliges Unterscheidungsmerkmal zu letzterem ist jedoch neben den arttypischen Proportionen der rötliche Schwanz. Das Kopfgefieder hat beige- bis ockerfarbenen Spitzen, die tropfenförmige Flecken bilden und durch die dunklen Federansätze deutlich voneinander abgegrenzt sind. Kopfunterseite, Brust und Bauch sind ähnlich schuppenartig gefleckt, allerdings insgesamt beige bis hellgrau. Die Wölkung der Brust bleibt im Gegensatz zur Nachtigall beim Altvogel bestehen, ist aber meist wesentlich verwaschener als beim Jugendkleid. Das Rückengefieder weist wie das Kopfgefieder Ansätze von hellen Rändern auf, sehr deutliche Flecken an den Spitzen zeigen die Oberflügeldecken. Der Rest des Gefieders, Flügel, hintere Rücken- und Bauchpartie und Stoß sind bereits gefärbt wie beim Altvogel.
Die Jugendmauser ist eine Teilmauser, bei der nur das Kleingefieder gewechselt wird; Handdecken und ein Teil der Armdecken bleiben wie das Großgefieder erhalten. Die Jugendmauser beginnt wenige Tage nach Abschluss des Großgefiederwachstums im Alter von etwa einem Monat und vollzieht sich innerhalb von etwa 20 Tagen. Die Mauser erfolgt eher und fast doppelt so schnell wie bei der Nachtigall, da die Zeit vom Verlassen des Nestes bis zum Wegzug sehr viel kürzer ist. In Mitteleuropa fällt die Mauserzeit etwa in die Mitte des Juli. Der ausgewachsene Vogel im ersten Jahr (Herbst/Frühjahr) behält aufgrund der Teilmauser die blasse Fleckung des Jugendkleides an den Oberflügeldecken bei. Durch Abnutzung kann dieses Merkmal allerdings im Frühjahr an Ausprägung verlieren, so dass die Unterscheidung zu Altvögeln schwieriger wird.
Das Alterskleid weist keine Fleckung der Flügeldecken mehr auf. Wie bei der Nachtigall kann also altersmäßig zwischen drei Kleidern unterschieden werden: dem Jugendkleid, dem der einjährigen Vögel und dem der Altvögel ab dem zweiten Jahr.

### Verhalten
Auf dem Boden bewegt sich der Sprosser drosselähnlich hüpfend und etwas gesetzter als die Nachtigall. Während diese im Verharren und bei Erregung oft den Schwanz senkrecht aufstellt, bewegt ihn der Sprosser oft – wie für Würger typisch – schräg drehend zu Seite. Dabei werden auch meist die Flügel leicht angehoben. Wird der Schwanz in Erregung auf- und abgewippt, fehlt im Gegensatz zur Nachtigall die stark verlangsamte abschließende Aufwärtsbewegung. In Erregungs- oder Drohpose, z. B. bei Revierstreitigkeiten, wird der Schwanz senkrecht stehend aufgefächert.
Beim Singen sitzt das Männchen aufrecht mit schräg abfallendem Schwanz, meist auf nicht zu hoch gelegenen, teils offenen Warten. Zu Zeiten der Revierbildung, wenn das Revier lautstark singend verteidigt wird, verliert der Sprosser oft nahezu die Scheu vor dem Menschen.
Der Flug ist schnell, leicht und im abschließenden Anflug flatternd. Meist werden zielgerichtet gerade, ohne scharfe Richtungswechsel nur kurze Strecken offenen Geländes überflogen, worauf der Vogel sich gleich wieder in Deckung begibt. Ruhe- und Schlafplätze liegen meist in dichter Deckung im Inneren von Gebüschen. Der Sprosser badet gern und ausgiebig, oft tut er dies in den Abendstunden.

## Stimme

### Reviergesang
Der Reviergesang der Männchen ist dem der Nachtigall sehr ähnlich. Er wird ebenfalls auch häufig nachts vorgetragen und kann aufgrund seiner Lautstärke bei günstigen Bedingungen bis zu einem Kilometer weit gehört werden. Er ist wie bei der Nachtigall sehr melodisch, abwechslungsreich und kräftig. Der Gesang ist deutlich in Strophen gegliedert, die z. T. durch kurze Pausen voneinander abgesetzt sind. Diese bestehen aus Einzelelementen, die meist einfach wiederholt und zum Teil im Ablauf der Strophe leicht verändert werden. Der Sprosser wiederholt diese Elemente meist häufiger (etwa 4- bis 10-mal) als die Nachtigall (meist nur 2- bis 3-mal). Die Strophen sind daher oft länger als bei der Nachtigall, die Einzelelemente werden langsamer und oft – wie bei der Singdrossel – deutlich voneinander abgesetzt vorgetragen.
Verschiedene Autoren aus dem 19. Jh. haben versucht, den Gesang textlich zu imitieren und für einige Phrasen Namen wie David, Fillip, Judith oder Jakob (also z. B. David David David David David …) verwendet, was besonders die deutlich abgesetzten, singdrosselartigen Reihen gut beschreibt.
Dem Sprosser fehlt im Allgemeinen die für Nachtigallen typische „Schluchzstrophe“, eine Reihung flötender Laute, die in einem langsamen und dann schneller werdenden Crescendo an Kraft zunehmen. Dafür werden mit auffälliger Regelmäßigkeit gereihte, rohrsängerähnliche Schnarrlaute in den Gesang eingeflochten, oft beschrieben als „Schnatter-Phrase“. Als „Kastagnetten-Phrase“ werden die besonders lautstarken Reihen von „Tschuck-“, „Tschjock“ oder „Tschjack“-Lauten bezeichnet. Insgesamt fehlen dem Sprossergesang die oft als „klagend“ oder „schmelzend“ bezeichneten Laute der Nachtigall.
Tag- und Nachtgesang können in der Strophenlänge und der Länge der Intervalle zwischen den Strophen variieren. Nachts werden die Elemente innerhalb der Strophen oft häufiger und schneller nacheinander wiederholt, die Strophen folgen ebenfalls in schnellerer Abfolge aufeinander.

### „Mischsänger“
Der Gesang ist meist das beste Unterscheidungsmerkmal zur Nachtigall. Hierbei hat der Vogelbeobachter die Schwierigkeit, dass es im Überschneidungsgebiet der beiden Verbreitungsbereiche auch „Mischsänger“ gibt (in der älteren Literatur oft als „Zweischaller“ bezeichnet), die Gesangseigenschaften von beiden Arten haben. Bei diesen Mischsängern handelt es sich – soweit eindeutig bestimmt werden konnte – meistens um Sprosser.

### Gesangsaktivität
Die Gesangsaktivität variiert stark, in Gebieten mit hohen Siedlungsdichten kann die stärkere Stimulation durch Reviernachbarn zu einem starken Anstieg der Gesangshäufigkeit, bis hin zu ununterbrochenem Dauergesang führen. Männchen ohne Weibchen singen ebenfalls häufiger und intensiver. Männchen, die die Nacht hindurch singen, sind generell seltener am Tag zu hören, während Männchen, die ihren Gesang zur Mitte der Nacht hin einstellen, häufig und lange auch am Tag singen.

### Balzgesang
Der Balzgesang, der meist nach abgeschlossener Revierbildung bei Ankunft der Weibchen vorgetragen wird, ist leiser, aber auch schneller und lebhafter mit kürzeren Unterbrechungen. Er ist zumeist vormittags zu vernehmen. Gelegentlich reagiert das Weibchen ebenfalls mit einem kurzen Gesangsmotiv. Auffälliger Gesang ist aber vom Weibchen nicht zu hören.

### Rufe
Der häufigste Alarmruf ist scharf, rau und durchdringend und ein wenig gezogen, ähnlich dem „Hüit“ der Nachtigall, aber weniger aufsteigend und härter, also eher ein scharfes „Fiet“, ähnlich dem entsprechenden Ruf des Buchfinken, jedoch nicht ganz so kurz und metallisch. Dieser Ruf kann bei Aufregung, beispielsweise einer Gefahr in Nestnähe, auch in eindringlichen Reihen abgegeben werden. Ebenfalls bei Erregung sind ein kräftig brummiges „Chrrrrr“ oder „Krr“ und ein kurzes „Dak“ zu hören, die ein wenig an Laute vom Hausrotschwanz erinnern. Ebenso wie bei letzterem („huit-tek“) werden diese oft auch an den oben beschriebenen, kurzen Alarmruf angehängt.

## Verbreitung

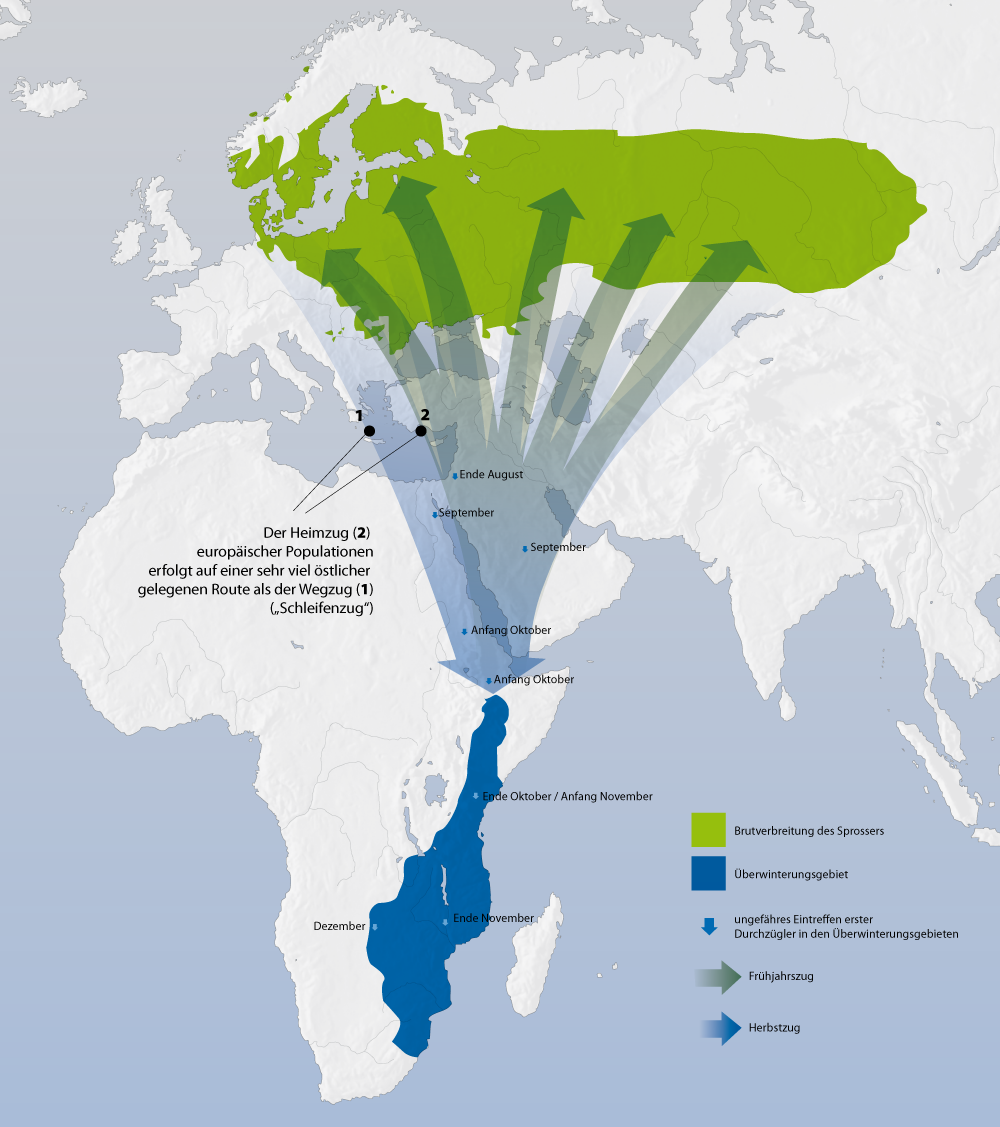
Verbreitung und Zugrouten des Sprossers

Das Brutgebiet des Sprossers erstreckt sich von Ost- und Nordeuropa bis nach Zentralasien. Es liegt größtenteils in der gemäßigten und kontinentalen Klimazone und reicht bis in den borealen Nadelwald hinein.
Die westliche Verbreitungsgrenze verläuft durch Südnorwegen, Nordjütland und über die dänischen Inseln, durch Nord- und Ostdeutschland, Nordost-Ungarn, die bulgarischen und rumänischen Donauniederungen zum Donaudelta.
In Nordeuropa reicht seine Verbreitung bis zu einer Linie, die zwischen dem 62. und dem 65. nördlichen Breitengrad verläuft, in Nordasien folgt sie etwa 60° N. Im Osten geht das Areal bis Krasnojarsk, an den westlichen Ausläufern des Altai südwärts, entlang 50°N durch Kasachstan, am Südural entlang bis zum Nordrand des Asowschen Meers und den Mündungen von Dnepr und Dnjestr bis zum Donaudelta.

## Wanderungen
Der Sprosser überwintert im östlichen Afrika südlich der Sahara. Laut IUCN findet er sich dort in einem 3,9 Mio. km² großen Gebiet. Häufig zu finden ist er ab dem südlichen Äthiopien, in den östlichen Landesteilen von Kenia und Tansania, im größten Teil Sambias, in Süd-Malawi und in Simbabwe. Er kommt aber auch bis nach Ost-Namibia und im nördlichen Südafrika bis Transvaal vor.
Europäische Sprosser sind Schleifenzieher und ziehen über den östlichen Mittelmeerraum, Kleinasien und den äußersten Osten des afrikanischen Kontinents gen Süden. Dabei ziehen die finnischen Populationen ziemlich genau nach Süden, die des westlichen Ostseeraums eher nach Südsüdost weg. Der Rückzug erfolgt dabei – wie Ringfunde belegen – auf einer weiter östlich gelegenen Route. Während auf dem Hinzug die Balkanhalbinsel weiträumig überflogen wird, wird sie auf dem Rückzug meist nur östlich gestreift.
Die Vögel aus den sibirischen Populationen ziehen über den Iran und die arabische Halbinsel in die Winterquartiere.

## Externe Systematik
Der Sprosser ist die nordöstliche, monotypische Schwesterart der Nachtigall. Sein Verbreitungsgebiet liegt komplementär zu dem der Nachtigall, deren europäische Nominatform den Sprosser im Süden und Westen Europas ersetzt. In Asien grenzen die Verbreitungsareale der beiden Nachtigall-Unterarten africana und hafizi südlich an das Areal des Sprossers an. Vermutlich entstanden die beiden Arten durch allopatrische Artbildung aufgrund geografischer Isolation während der letzten Eiszeit. In Mitteleuropa zeigen beide Arten eine etwa 60–100 km breite Überschneidungsszone, die in Deutschland in etwa entlang der Eisrandlagen der letzten Eiszeit verläuft und die vermutlich während der postglazialen Ausbreitung entstand.
Obwohl das Artenpaar immer wieder als Paradebeispiel angeführt wird, ist dies nicht ungewöhnlich. Haffer (1989) stellt die beiden Arten in eine Gruppe mit etwa 80 nahe verwandten Artenpaaren in Eurasien, die parapatrisch vorkommen und benachbarte oder entlang ihrer Grenzen sich geringfügig überlappende Verbreitungsgebiete zeigen.
In der beschriebenen Überschneidungszone kommen die beiden Arten mit geringfügig unterschiedlichen Präferenzen im gleichen Lebensraum vor. Das Brutrevier wird hier nicht nur gegenüber Individuen der eigenen, sondern auch jeweils gegenüber der anderen Art verteidigt. An Brutplätzen, die für beide Arten geeignet sind, werden die feuchteren Standorte offensichtlich zuerst vom Sprosser besiedelt, bevor er auch in andere Gebiete, u. a. auch in Siedlungsnähe, vorrückt. Es kommt auch zu gemeinsamer Fortpflanzung, jedoch nur mit begrenztem Erfolg: Lediglich die Männchen sind fortpflanzungsfähig.
Da beide Arten in vorigen Jahrhunderten arg dezimiert wurden und die Ausbreitungs- und Rückgangstendenzen im gemeinsam besiedelten Gebiet kein absolut klares Bild liefern, ist es umstritten, ob der Sprosser die Nachtigall verdrängt, was von einigen Autoren behauptet wurde. Unter anderem wird das Vorkommen der Nachtigall nämlich wesentlich durch ihre Anfälligkeit gegen kühleres Klima nach Norden hin begrenzt.

## Lebensraum

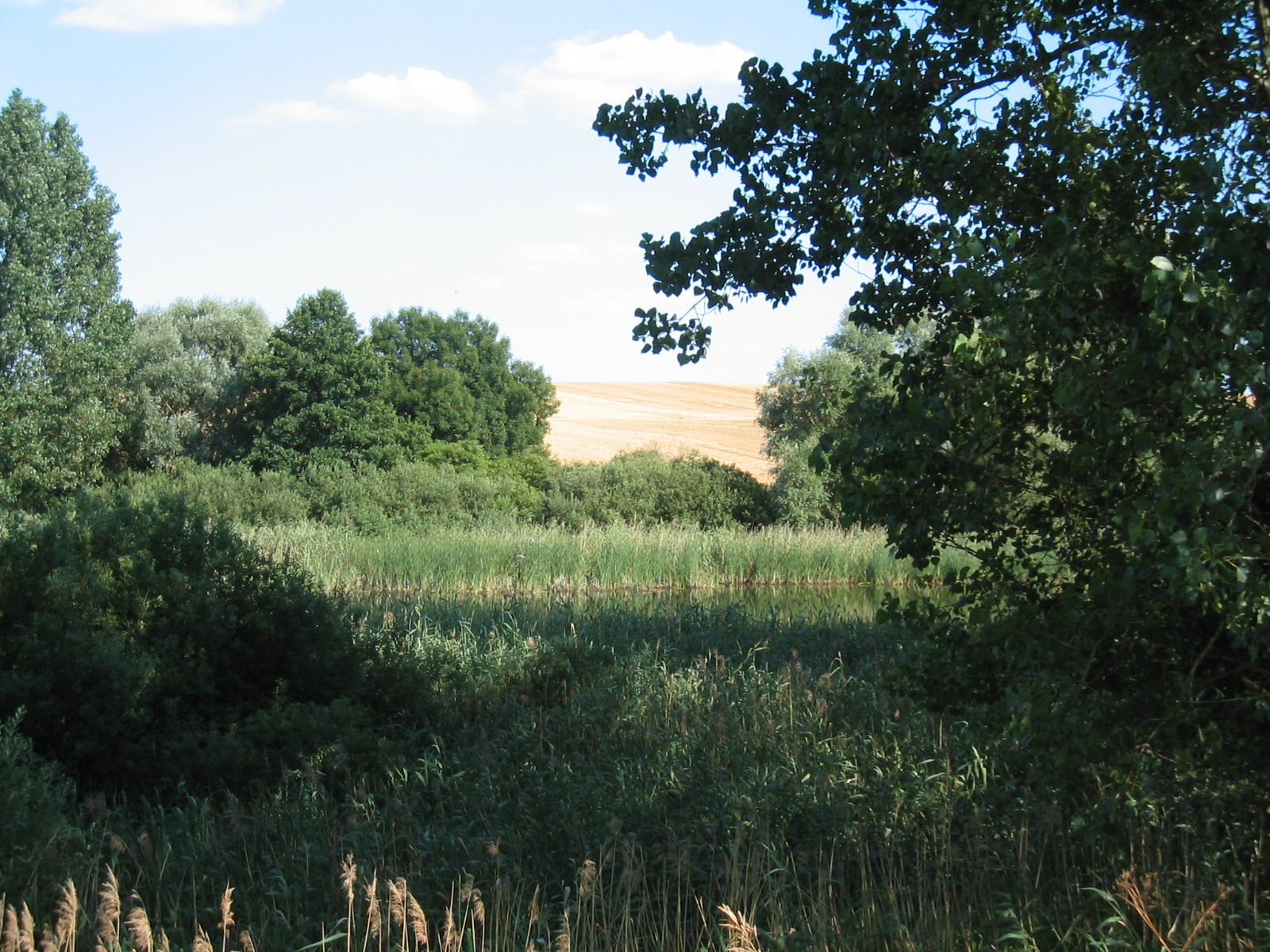
Der Sprosser besiedelt feuchte Laubholzstandorte.

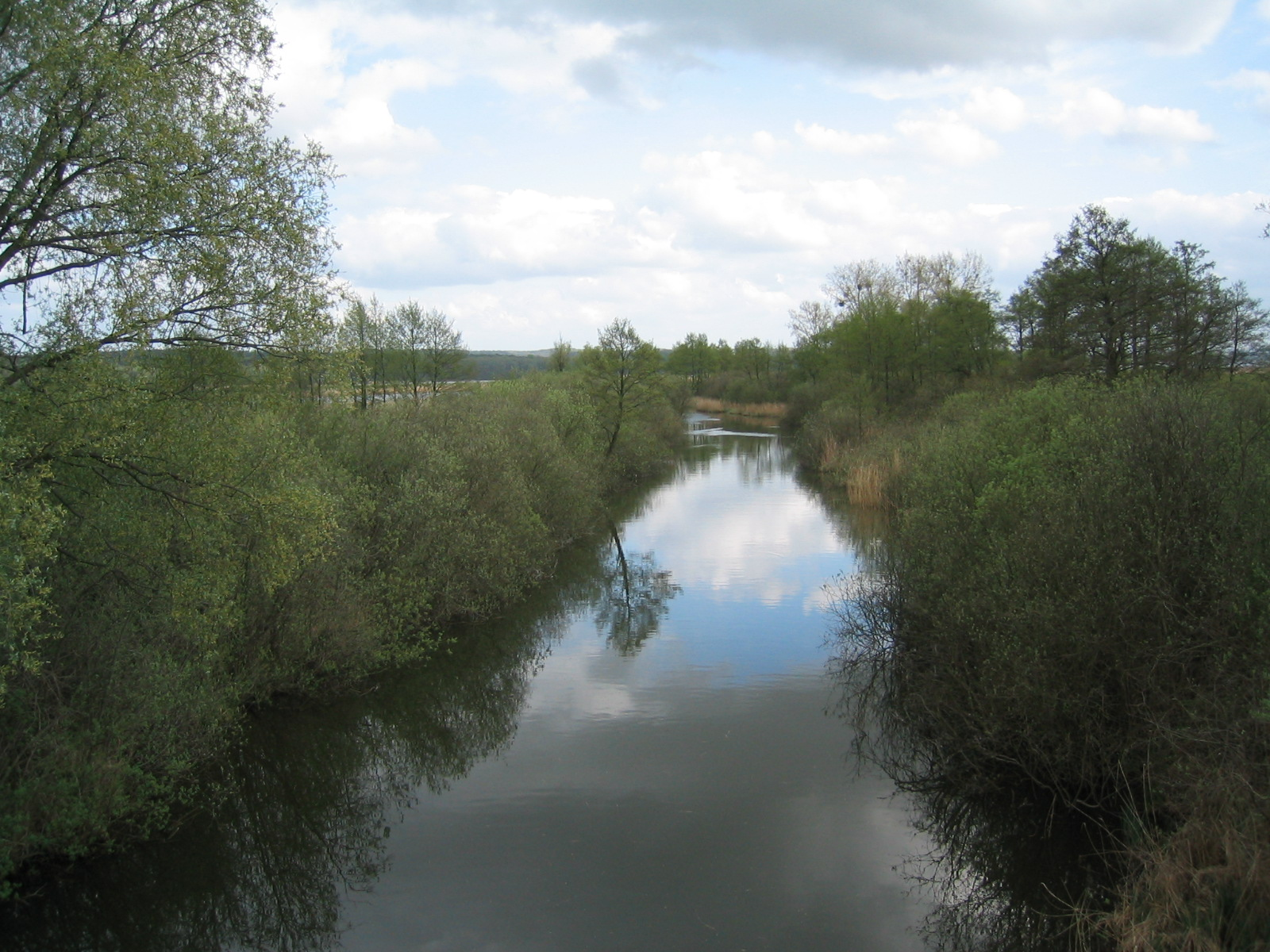
Häufig ist er in Flussniederungen zu finden.

Der Sprosser ist großräumig betrachtet, wie auch die Nachtigall, fast ausschließlich ein Brutvogel der Flussniederungen. Man kann ihn an geeigneten Orten auch außerhalb der letzteren finden, dann jedoch meist in weitaus niedrigeren Siedlungsdichten.
Er bevorzugt feuchte Laubholzstandorte auf fruchtbaren Böden. Im Unterschied zur Nachtigall, die auch lichte Wälder mit üppiger Strauchschicht besiedelt, scheint der Sprosser großflächigere Waldungen eher zu meiden. Er bevorzugt zergliedertere, kleinflächige oder mosaikartige Waldstrukturen wie Feldgehölze, Gehölzinseln in Niedermoorflächen oder baum- und buschreiche Gewässerufer.
Entscheidend für die Wahl des Habitats sind lichtarme Dickichte mit bis zu 100 % Laubdeckung, denen eine Krautschicht fehlt, sodass der Sprosser am Boden seine Nahrung finden kann. Diese sollten sich jedoch mit offeneren, von einer dichten Krautschicht aus Stauden oder jungen Sträuchern bewachsenen Flächen abwechseln, die geeignete Neststandorte bieten und auf denen der Reviergesang weithin gut zu hören ist.
Häufig ist der Sprosser in ufernahen Weidengehölzen zu finden, aber auch in den Randbereichen von Erlenbrüchen oder in durch Weiden-, Erlen- oder Eschenjungwuchs verbuschten Verlandungsbereichen und Niedermoorwiesen. Auf Hiddensee besiedelt der Sprosser ungewöhnlicherweise die dort häufigen, mit Weißdorn und Holunder durchmischten Sanddorn-Dickichte und erreicht dort hohe Siedlungsdichten.
Meistens handelt es sich bei besiedelten Gehölzen um 3 bis 13 m hohe, 13- bis 17-jährige Stangenhölzer. Untersuchungen in Finnland haben ergeben, dass Gehölze nur in einer bestimmten Phase der Sukzession für den Sprosser geeignet zu sein scheinen. Erreichen die Bäume eine Wuchshöhe von etwa 3 m oder mehr, werden die Habitate vom Sprosser gut angenommen, die größten Siedlungsdichten erreicht er bei einer Höhe von 8–12 m, Habitate mit höheren oder ausgewachsenen Bäumen werden meist mit der Zeit aufgegeben. Auch der Bruterfolg scheint eng mit der Wuchshöhe der Gehölze verbunden zu sein.
Häufig brütet der Sprosser in Gewässernähe. In vielen Fällen wurden Nester in 50–100 m Entfernung von Wasserflächen oder Fließgewässern gefunden. Allerdings scheint Gewässernähe kein zwingendes Kriterium für die Brutplatzwahl zu sein. Ist in der Nähe von Gewässern kein akzeptabler Lebensraum zu finden, können die Brutgebiete auch weit entfernt davon liegen. Grund für die häufige Gewässernähe bei Niststandorten ist also vermutlich die Tatsache, dass geeignete Habitate ohnehin oft an Gewässern liegen.

## Siedlungsdichte
Der Sprosser siedelt sich gerne in Gruppen an, hierbei sind die Revierstandorte etwa 50–100 m voneinander entfernt. Wo er in Gruppen siedelt, sind die Bestände meist stabiler als andernorts, dort schwanken die Siedlungsdichten offensichtlich je nach Wetterlage während der Phase der Revierbesetzung.
In weniger geeigneten Habitaten wie Parks oder feuchten Nadelwäldern sind die Siedlungsdichten niedrig (meist deutlich unter 4 Brutpaaren pro 10 ha), in Erlenwäldern und Feldgehölzen liegen sie je nach Eignung (siehe Lebensraum) zwischen 4 und 12 Bp./10 ha. Auf sehr guten Standorten (z. B. verbuschte Moor- und Gewässerränder) können Siedlungsdichten von bis zu 16 Bp./10 ha erreicht werden.

## Nahrung

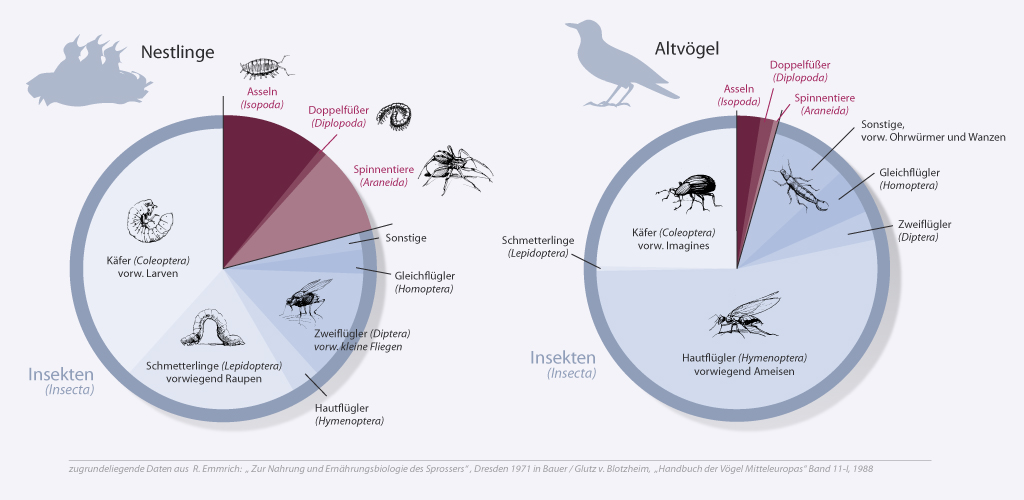
Beispiel für die Zusammensetzung der Nahrung von Nestlingen und Altvögeln des Sprossers

Der Sprosser sucht seine Nahrung zum größten Teil auf dem Boden oder der unteren Krautschicht. In den übrigen Fällen wird sie von Ästen und Zweigen, aus den unteren Regionen der Strauchschicht gesammelt oder aber seltener in hohen Sprüngen aus der Luft gefangen. Sie besteht zum überwiegenden Teil aus Arthropoden. Zum größten Teil (75–95 %) sind dies Insekten, aber auch Asseln (Isopoda), Doppelfüßer (Diplopoda) und Spinnentiere (Araneida). Auffällig ist, dass anders als bei der Nachtigall Regenwürmer offenbar kaum eine Rolle spielen.
Altvögel ernähren sich zu einem großen Teil von kleinen Käfern (vorwiegend Rüsselkäfer) und Ameisen sowie Ohrwürmern und Wanzen. Ebenso werden kleinere Tiere wie Staub- und Pflanzenläuse von Zweigen und Blättern gelesen. Seltener gehören Heuschrecken, Zikaden oder Libellen zu den Beutetieren. An die Nestlinge wird meist größere, aber weichere Nahrung mit geringem Chitinanteil verfüttert. Dabei überwiegen wieder die Insekten und hier vor allem Käferlarven, Schmetterlingsraupen (Lepidoptera), und kleine Fliegen. Der Anteil anderer Arthropoden ist wegen der häufig verfütterten Asseln und Spinnentiere meist höher als bei den Altvögeln.
Im Spätsommer und Herbst erweitern Beeren (z. B. Brombeeren und Johannisbeeren) und andere Früchte (z. B. Holunder, Maulbeeren, Faulbaum oder Hartriegel) das Nahrungsspektrum.

## Fortpflanzung
Der Sprosser führt eine monogame Saisonehe. Es gibt nur eine Jahresbrut. Umpaarungen oder Zweitbruten wurden nicht nachgewiesen. Diese sind aufgrund der kurzen Brutsaison auch eher unwahrscheinlich.

### Ankunft und Revierbildung
Die Männchen beginnen etwa ab Februar in den Überwinterungsgebieten zu singen, und der Rückzug erfolgt etwa im März. Insgesamt liegen die Zugzeiten beim Sprosser ähnlich wie bei der Nachtigall, er trifft jedoch meist etwas mehr als eine Woche später ein als diese und zieht auch früher wieder in die Winterquartiere, so dass die Brutperiode beim Sprosser insgesamt kürzer ist als bei der Nachtigall.
In Deutschland liegt die Ankunftszeit im Brutrevier etwa Anfang bis Mitte Mai. Zuerst treffen die älteren Männchen an den Brutplätzen ein und besetzen ihre Reviere. Die Standorttreue ist beim Sprossermännchen sehr hoch, oft werden also die vorjährigen Reviere erneut besetzt. Wenn diese in ihrer Beschaffenheit nicht mehr den Lebensraumansprüchen entsprechen, z. B. durch die natürliche Fortentwicklung der besiedelten Gehölze (siehe Lebensraum), wird ein neues Brutrevier gesucht. Die Reviergründung kann daher bis zu zwei Wochen in Anspruch nehmen.
Es folgen etwas später die einjährigen Männchen, diese brüten jedoch oft nicht bzw. versuchen, erfolglos ein Revier zu besiedeln, so dass der Anteil einjähriger Vögel am Brutbestand meist gering ist (ca. 10 %).
Der Reviergesang ist manchmal aufgrund kalter Witterung oder fehlender Stimulation durch Rivalen erst einige Tage nach der Ankunft und auch dann noch bisweilen recht zögerlich zu hören, so dass die Erstankunft vermutlich oft später registriert wird, als sie tatsächlich stattfindet.

### Paarbildung und Balz
Die Weibchen treffen etwa bis zu einer Woche, manchmal bis zu 10 Tage später ein. Etwa zu diesem Zeitpunkt setzt bei den Männchen der lautstarke, weit zu hörende Reviergesang ein, an dem die Weibchen sich beim Aufsuchen der Brutreviere orientieren. Im Gegensatz zu den Männchen sind die Weibchen wenig standorttreu. Die Paare finden meist für eine Brutsaison zusammen. Über Umpaarungen ist nichts bekannt, vermutlich finden diese aufgrund der kurzen Brutsaison nicht statt. Auch Fälle von Polygynie, also z. B. die Verpaarung eines Männchens mit mehreren Weibchen, sind bei dieser Art nicht dokumentiert.
Ein eintreffendes Weibchen wird vom Männchen sofort mit dem Balzgesang umworben und in geringem Abstand bei der Nahrungssuche begleitet. Das Männchen fliegt umliegende Zweige an und balzt unter raschem Flügelheben und stetigem Auffächern, Heben und Zusammenlegen des rötlichen Schwanzes. Häufig nimmt es dabei eine Pose ein, bei der es nahezu kopfüber auffällig den Hinterkörper aufstellt. Am Boden wird das Weibchen dann mit steifen Schritten und hängenden Flügeln in etwa einem halben Meter Entfernung umbalzt, wobei der Schwanz – ebenfalls herabhängend – über den Boden geschleift wird. Nach einer halben Umrundung wechselt das Männchen die Richtung, hin und wieder springt es mehrmals in hohem Bogen um das Weibchen herum. Versucht das Weibchen sich zu entfernen, wird es vom Männchen unter Balzgesang oder leisen Rufreihen verfolgt und umflogen. Nach erfolgter Paarbildung folgt das Weibchen dem Männchen und zeigt mit ausgebreiteten Flügeln mögliche Nistplätze auf.
Wird die Paarbindung enger, ist der Balzgesang nicht mehr zu hören – an dessen Stelle treten leise Kontaktlaute („tack“), das Paar hält sich tagsüber nahe beieinander auf und übernachtet in unmittelbarer Nähe voneinander.

### Nestbau
Das 10–15 cm breite Nest wird ausschließlich vom Weibchen gebaut. Es wird meist am Boden oder in Bodennähe errichtet; entweder am Fuß von Bäumen oder Sträuchern, in Reisighaufen oder in der Krautschicht, z. B. im Schutz von Brombeeren, Heckenrosen, Mädesüß, Giersch, Brennnesseln oder Buschwindröschen. Liegt das Nest am Boden, wird häufig eine 6–8 cm breite, nicht sehr tiefe Nestmulde angelegt. Sehr selten wurden Nester auch zwischen Ästen in 1 oder mehr Metern Höhe gefunden. Von außen wird das Nest von einer dünnen Schicht Halmen oder Zweigen zusammengehalten, besteht sonst meist aus dem Laub der umstehenden Bäume (Erle, Birke, Weide oder Pappel) und wird mit weichem Material wie feinen Halmen, Wurzeln oder Tierhaaren ausgekleidet. Gelegentlich besteht das Nest auch nur aus einem Material, wie z. B. in einem Fall aus vorjährigen Erlenblättern oder in einem anderen aus Schilfblättern, die nach innen hin immer feiner wurden. Manchmal wird das Nest auch noch von oben mit etwas trockenem Laub getarnt. Der Nestbau dauert etwa vier, seltener bis zu sieben Tagen. Er kann sich verzögern, wenn zunächst eine Nestmulde gegraben werden muss.

### Gelege und Bebrütung

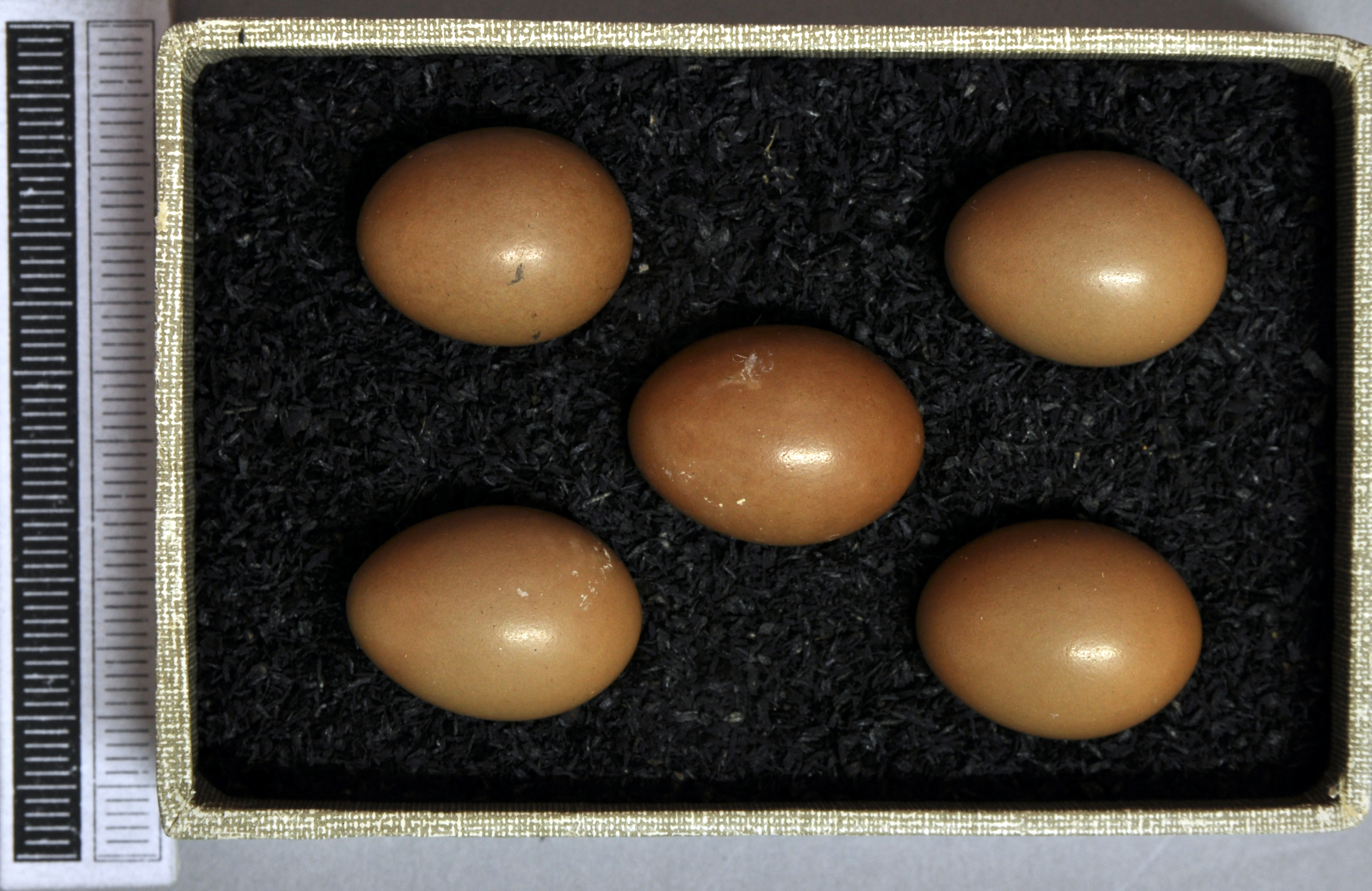
Gelege, Sammlung Museum Wiesbaden

Die Eiablage beginnt in Mitteleuropa etwa zwei Wochen nach der der Nachtigall, beginnt Mitte Mai und erreicht Ende Mai ihren Höhepunkt.
Das Gelege besteht aus 4–6, seltener 3 Eiern, die in der Form recht variabel und olivgrün oder -braun sind. Meist fehlt eine Fleckung. Gelegentlich findet man eine dichte, braune Wölkung und schwarze Strichelungen am stumpfen Ende. Sie sind im Durchschnitt 22 × 17 mm groß und wiegen bei Vollgewicht ca. 13,8 g. Im Unterschied zu denen der Nachtigall sind sie etwas schwerer und dunkler in der Tönung.
Die Bebrütung beginnt mit der Ablage des vorletzten oder letzten Eies und dauert etwa 13 bis 14 Tage. Eventuell beginnt die Bebrütung häufiger als bei der Nachtigall schon mit dem vorletzten Ei, was eine kürzere Brutzeit zur Folge hätte. Die Bebrütung – und später das Hudern – übernimmt ausschließlich das Weibchen, das – anders als bei der Nachtigall – kaum vom Männchen gefüttert wird. Es sucht in kurzen Brutpausen, deren Länge zwischen zwei Minuten und einer Viertelstunde liegen, etwas Nahrung in Nestnähe. Das Männchen lässt in dieser Phase weiterhin seinen Reviergesang hören, verhält sich dabei aber weniger exponiert als vor dem Brutbeginn.

### Jungenaufzucht
Die Jungen werden ausschließlich durch das Weibchen gehudert, das in den Pausen dazwischen Nahrung sucht. Die Fütterung der Jungen übernimmt anfänglich das Männchen, dabei kommt es oft vor, dass es zuerst dem Weibchen die Nahrung übergibt. Etwa ab dem zweiten Tag beteiligt sich auch das Weibchen an der Futtersuche.
Es wird vor allem morgens gehudert. Liegt die Länge der Huderphasen bis zum dritten oder vierten Tag noch zwischen 1 und 39 Minuten (durchschnittlich 10,4 Minuten), reduziert sie sich stark, wenn die Jungen die erste Befiederung ausbilden. So wurde bei einer Brut etwa am 6. Tag noch durchschnittlich 4,8 Minuten gehudert, bei einer anderen ab dem vierten Tag nur noch nachts.
Die Nestlingsdauer beträgt meist zwischen 10 und 11, seltener 12 Tagen. Gegebenenfalls verlassen die Jungvögel bei Gefahr schon eher das Nest, bei schlechtem Wetter kann sich dies noch einige Tage hinauszögern. Nach dem Ausfliegen werden die Jungen noch etwa 2 bis 3 Wochen gefüttert.

## Bestandsentwicklung
Aufgrund der Aufmerksamkeit, die dem Sprosser als Käfigvogel zuteilwurde, lässt sich die Bestandsentwicklung bis in vorige Jahrhunderte zurückverfolgen. Sprosser und Nachtigall wurden wegen ihres Gesangs in derartigen Mengen gefangen, dass vermutlich ganze Populationen ausgerottet oder zumindest stark dezimiert wurden. Ein 1877 europaweit tätiger Vogelhändler hatte beispielsweise an 53 Orten Vogelfänger unter Vertrag, die es ihm ermöglichten, jährlich 800–1000 Nachtigallen und Sprosser zu veräußern. Dass derartiger Raubbau nicht ohne Folgen blieb, ist bereits den Zeitgenossen aufgefallen, diese klagten über sinkende Fangzahlen oder die nachlassende Qualität der Gesänge, da in den ausgedünnten Populationen die singenden Männchen kaum noch voneinander lernen oder sich gegenseitig anregen konnten.
Bereits ab dem 13. Jahrhundert wurden gegen den Fang Beschränkungen erlassen, ab dem 15. Jahrhundert gab es erste Fang- und Handelsverbote. Teilweise wurde als Beschränkungsmaßnahme eine „Nachtigallensteuer“ erhoben, diese gab es bis zum Ende des 19. Jahrhunderts.
Beim Sprosser führten der Vogelfang in Kombination mit Rückgang des Lebensraums besonders an der westlichen Verbreitungsgrenze zu starken Rückgängen. Bis ins 18. Jahrhundert umfangreiche Bestände im Pannonischen Tiefland, den österreichischen Donauauen, an der Theiß, in Südmähren und westwärts bis an die Elbe bei Magdeburg waren spätestens bis zum ersten Jahrzehnt des 20. Jahrhunderts erloschen.
Erst in den 1920er Jahren begann sich der Trend langsam umzukehren. In Nordeuropa, wo es vermutlich aufgrund intensiver Waldbeweidung im 19. Jahrhundert Rückgänge gegeben hatte, kam es in den 1960er–1980er Jahren zu Bestandszunahmen und einer Arealausweitung. Etwas später, in den 1970er Jahren, begann dieser Trend in Polen, und seit den 1990er Jahren begann die Ausbreitung auch in Ostdeutschland, wo es immer wieder zu Brutzeitbeobachtungen an Orten relativ weitab der geschlossenen Besiedelung kam.
Heute scheint der europäische Bestand mit 3,7–6,9 Mio. Brutpaaren recht stabil, und die Art wird in keiner Gefährdungskategorie geführt.

## Historisches

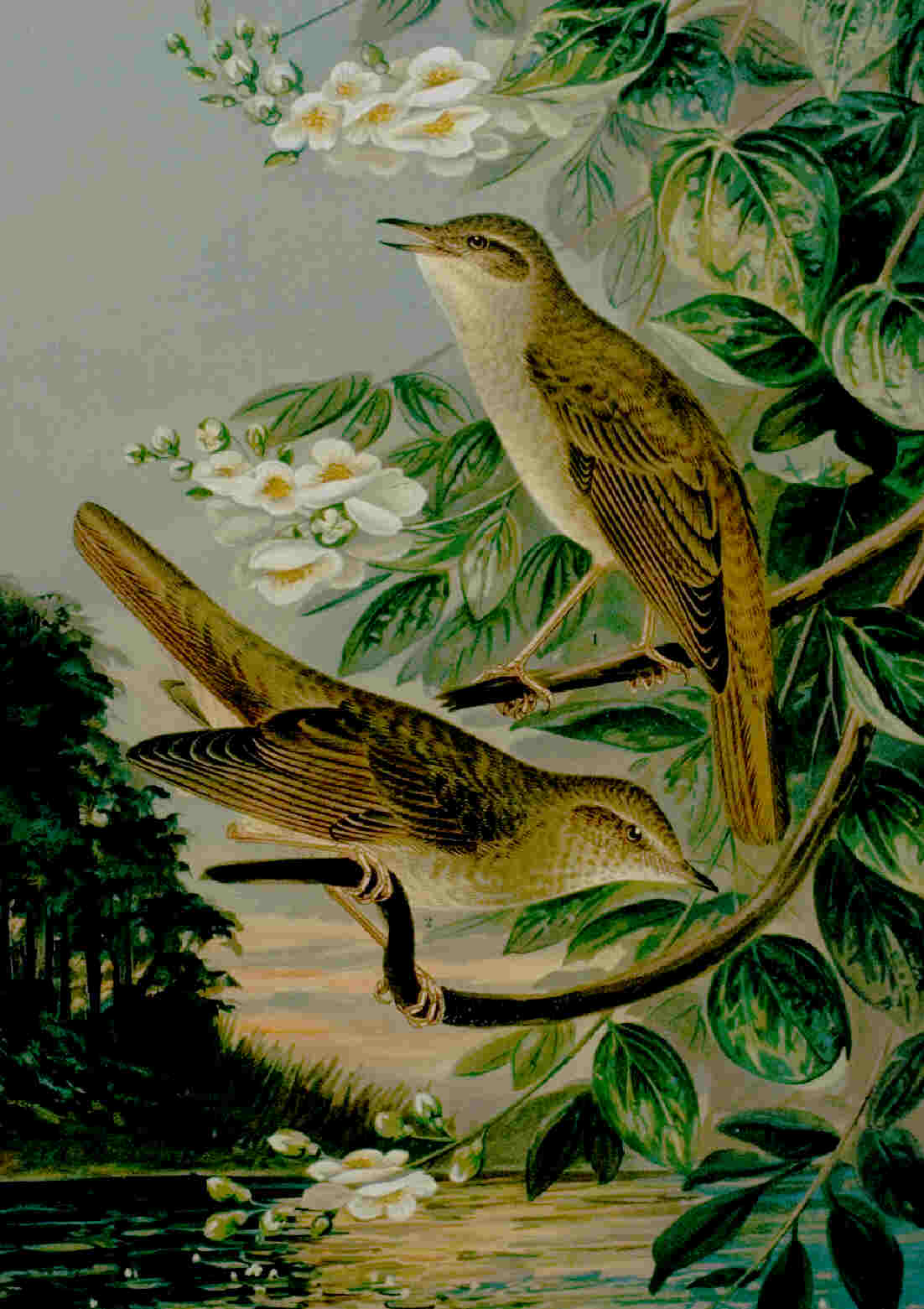
Nachtigall und Sprosser, Illustration in: J. F. Naumann: Naturgeschichte der Vögel Mitteleuropas, Gera, 1905

In den vergangenen Jahrhunderten entwickelte sich eine ganze Kenner- und Liebhaberkultur um den Gesang von Nachtigall und Sprosser. Neben der Hervorhebung gegenüber anderen Arten wurde innerhalb der Gattung und der Arten zwischen „guten“ und „schlechten“ Sängern unterschieden. Nachtigallen und Sprosser aus bestimmten Regionen oder Lebensräumen wurden als „Stubenvögel“ bevorzugt, was teilweise zu einem schwunghaften Handel unter Haltern im ganzen europäischen Raum führte, da man als Vogelliebhaber in den Besitz besonders guter „Schläger“ kommen wollte.
Die Qualitätsmerkmale sind hierbei sehr subjektiv, wenn auch teilweise mit pseudowissenschaftlichen Argumentationen oder akademischer Vehemenz darum gestritten oder darüber geschrieben wird. J. F. Naumann beschreibt beispielsweise die Sprosser der pommerschen Ostseeküste als die schlechtesten Sänger, rühmt aber jene aus dem Gebiet von Wörlitz an der Mittelelbe als die besten. Besonders begehrt waren „Donausprosser“, was dazu führte, dass das dortige Vorkommen etwa in der zweiten Hälfte des 19. Jahrhunderts erlosch, obwohl der Fang rund um Wien bereits 1830 untersagt wurde.
Zunächst wurde in der Namensgebung nicht zwischen den Arten unterschieden, sondern die „Nachtigallen“ vor allem nach Lebensraum als z. B. „Berg-“ oder „Waldnachtigallen“ benannt. Es kristallisiert sich mit der Zeit eine Arteinteilung heraus, bei der der Sprosser als „Wasser“- oder „Auennachtigall“ bezeichnet wird. Diese – wurde gemutmaßt – würde besonders schön und laut singen, da die Kehle aufgrund der Nähe zum Wasser immer ausreichend benetzt würde.
Es entspann sich eine Auseinandersetzung darüber, ob der Sprosser mit seinem kräftigen Gesang oder die Nachtigall mit ihrer melodischeren, klagenden Charakteristik die bessere Wahl sei oder „wem  die Sangeskrone gebühre“. Beispielsweise wurde – im Hinblick auf den größeren Frequenzumfang des Sprossers – behauptet, die Nachtigall, verglichen mit einer Violine, nutze nur drei Saiten dieses Instruments, der Sprosser aber alle vier Saiten. Andere behaupteten, der Sprosser würde seinen Gesang ordentlich, klar und nach den Regeln der Dichtkunst gestalten, die Nachtigall hingegen sei impulsiv und hastig und würde anstelle eines klaren und deutlich Vortrags zu häufig die einzelnen Elemente verwischen oder klare Akzentuierungen verschlucken. Gegenstimmen rühmten die Nachtigall als gefühlvoller und kreativer und hoben ihre „größere Mannigfaltigkeit im Gesang“ hervor. Geschäftstüchtige Vogelhändler jener Zeit rieten zur Anschaffung beider Arten, diplomatische Geister erklärten den Sprosser zum „Sangeskönig“, die Nachtigall zur „Sangeskönigin“.